# NGC 1646-3
NGC 1646-3 في الفهرس العام الجديد، هي مجرة، تقع في كوكبة النهر. أضيفت في وقت لاحق إلى الفهرس العام الجديد.

## روابط خارجية
- NGC 1646-3 على موقع ويكي سكاي: DSS2, SDSS, GALEX, IRAS, Hydrogen α, X-Ray, Astrophoto, Sky Map, Articles and images